# Instytut Kształtowania Środowiska
Instytut Kształtowania Środowiska – jednostka badawczo-rozwojowa Ministerstwa Gospodarki Terenowej i Ochrony Środowiska, istniejąca w latach 1974–1989, mająca na celu prowadzenie prac naukowo-badawczych, rozwojowych, usługowych o charakterze naukowo-badawczym lub rozwojowym.

## Powołanie Instytutu
Na podstawie zarządzenia Prezesa Rady Ministrów z 1974 r. ustanowiono nowy Instytut, który powstał w wyniku połączenia czterech jednostek: Instytutu Ochrony Środowiska, Instytutu Urbanistyki i Architektury, Instytutu Gospodarki Mieszkaniowej oraz Instytutu Budownictwa Mieszkaniowego. Instytut mógł tworzyć oddziały terenowe.
Powołanie Instytutu pozostawało w ścisłym związku z ustawą z 1961 r. o instytutach naukowo-badawczych.
Nadzór nad Instytutem sprawował Minister Gospodarki Terenowej i Ochrony Środowiska.

## Przedmiot działania Instytutu
Przedmiotem działania Instytutu było prowadzenie prac naukowo-badawczych, rozwojowych, usługowych o charakterze naukowo-badawczym lub rozwojowym oraz działalności wydawniczej i wdrożeń w dziedzinach:
- kształtowania i ochrony środowiska,
- urbanistyki i architektury,
- gospodarki mieszkaniowej,
- gospodarki komunalnej.

Instytut był jednostką wiodącą w zakresie prac naukowo-badawczych, rozwojowych i wdrożeniowych dotyczących ochrony środowiska, wynikających z zakresu działania Ministra Gospodarki Terenowej i Ochrony Środowiska.

## Zniesienie Instytutu
Na podstawie zarządzenia Prezesa Rady Ministrów z 1989 r. w sprawie uznania niektórych zarządzeń Prezesa Rady Ministrów ogłoszonych w Monitorze Polskim za nieobowiązujące zniesiono Instytut Kształtowania Środowiska.